# Ладозький канал
59°56′32″ пн. ш. 31°02′43″ сх. д. / 59.942201° пн. ш. 31.045397° сх. д.
Ладозький, пізніше Петровський або Староладозький канал (рос. Староладожский канал) — побудований на початку XVIII століття 117-кілометровий водний транспортний шлях уздовж берега Ладозького озера, що з'єднує річки Волхов і Неву. Кінцеві шлюзи розташовані в Шліссельбурзі і Новій Ладозі. На початку XVIII століття канал був найбільшою гідротехнічною спорудою Європи. Після прокладки Новоладозького каналу на багатьох ділянках заріс або пересох.
Будівництво каналу розпочалося у 1720 році, українських козаків почали масово залучати до нього з 1721 року. Два роки підряд від гетьмана І. Скоропадського вимагалося висилати на будівництво каналу по 10 тис. козаків що року, не рахуючи допоміжного персоналу (візники, кухарі тощо). У 1723 році квоту зменшили вдвоє через участь козацтва в завойовницьких походах царя Петра І в Каспійському регіоні . Людські втрати українських козаків у ході бойових дій були вдвічі меншими, ніж на будівельних роботах [3], по деяким даним на будівництві каналу загинуло близько 10 тисяч українців.

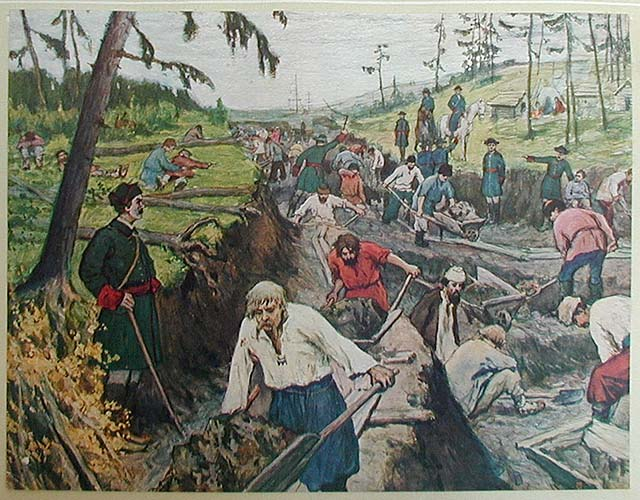
Козаки на будівництві каналу